# Кампел
Кампел (фр. Campel) насеље је и општина у северозападној Француској у региону Бретања, у департману Ил и Вилен која припада префектури Редон.
По подацима из 2011. године у општини је живело 505 становника, а густина насељености је износила 45,5 становника/km². Општина се простире на површини од 11,1 km². Налази се на средњој надморској висини од 80 метара (максималној 119 m, а минималној 47 m).

## Демографија
| 1962. | 1968. | 1975. | 1982. | 1990. | 1999. | 2011. |
| ----- | ----- | ----- | ----- | ----- | ----- | ----- |
| 387   | 412   | 419   | 394   | 396   | 403   | 505   |

График промене броја становника у току последњих година